# Clamart Volley-Ball
Cet article traite de la section volley-ball féminin. Pour l'article sur la section volley-ball masculin, voir Club sportif municipal de Clamart (volley-ball masculin).
Maillots
Le Club sportif municipal de Clamart volley-ball est un club féminin de volley-ball basé à Clamart qui évolue actuellement en DEF (Division Elite Féminine 2e niveau national) lors de la saison 2016-2017.

## Palmarès
- Championnat de France (6)
  - Vainqueur : 1981, 1982, 1983, 1984, 1985, 1986
  - Finaliste : 1980, 1987
- Coupe de France (2)
  - Vainqueur : 1986, 1987
  - Finaliste : 1999
- Coupe des vainqueurs de Coupe

1/4 de finale : 2000

## Effectifs
Saison 2016-2017
Entraîneur : Didier Marion  France ; entraîneur-adjoint : François-Xavier Garnon  France
| #  | Nom                   | Age              | Taille | Nationalité | Poste      |
| -- | --------------------- | ---------------- | ------ | ----------- | ---------- |
| 1  | DIARRA Kama           | 25 mai 1994      | 181    | France      | Attaquante |
| 2  | NARBONNE Louise       | 17 juin 1994     | 168    | France      | Passeuse   |
| 3  | NOMO Vanessa          | 6 juin 1987      | 173    | France      | Attaquante |
|    | GUIGO Lucie           | 28 novembre 1997 | 180    | France      | Attaquante |
| 7  | DA MOURA Célia (cap.) | 27 mai 1989      | 180    | France      | Centrale   |
| 8  | MENDES Anne-Laure     | 10 juillet 1990  | 175    | France      | Centrale   |
| 9  | GUBICZA Laura         | 11 juin 1994     | 174    | Hongrie     | Centrale   |
|    | JAUNEAU Inès          | 3 mars 1999      | 180    | France      | Libéro     |
| 12 | MARION Capucine       | 7 novembre 1987  | 170    | France      | Passeuse   |
|    | Sabine Haewegene      | 9 mai 1994       | 180    | France      | Attaquante |
| 15 | CHAUMETTE Mathilde    | 15 juin 1995     | 169    | France      | Libéro     |
| 16 | CLAVREUL Noémie       | 29 janvier 1990  | 180    | France      | Attaquante |

Saison 2015-2016
Entraîneur : Didier Marion  France ; entraîneur-adjoint : François-Xavier Garnon  France et Guillaume Marion  France
| #  | Nom                   | Age | Taille | Nationalité | Poste             |
| -- | --------------------- | --- | ------ | ----------- | ----------------- |
| 1  | DIARRA Kama           | 21  | 181    | France      | Attaquante        |
| 2  | NARBONNE Louise       | 21  | 168    | France      | Passeuse          |
| 3  | NOMO Vanessa          | 28  | 173    | France      | Attaquante        |
| 4  | GIAOUI Déborah        | 35  | 182    | France      | Attaquante        |
| 6  | DIMOVA Evgeniya       | 25  | 180    | Bulgarie    | Attaquante        |
| 7  | DA MOURA Célia (cap.) | 26  | 180    | France      | Centrale          |
| 9  | BOUYAHIA Sana         | 23  | 174    | France      | Libéro            |
| 11 | JONSTOMP Ophélia      | 24  | 180    | France      | Centrale          |
| 12 | MARION Capucine       | 28  | 170    | France      | Passeuse          |
| 14 | LOPES Jacqueline      | 29  | 180    | France      | Centrale          |
| 15 | CHAUMETTE Mathilde    | 20  | 169    | France      | Attaquante/Libéro |
| 16 | CLAVREUL Noémie       | 25  | 180    | France      | Attaquante        |

### Saison 2008-2009
Entraîneur : Cyril Ong  France ; entraîneur-adjoint : Laurent Delacourt  France

## Joueuses majeures

### Historiques
- Virginie Jouault